# بورگکون‌اشتات
شهر بورگکون‌اشتات (به آلمانی: Burgkunstadt) در ایالت بایرن در کشور آلمان واقع شده است.